# جاذبية باريس (فلم 2021)
جاذبية باريس (بالإنجليزية: Attraction to Paris) فيلم جريمة، وأكشن، وإثارة أمريكي لعام 2021، من إخراج جيسوس ديل سيرو، عن قصة الكاتب إيرمجارد باغان، وسيناريو المخرج ديل سيرو بمعاونة جولي طومسون. الفيلم من بطولة كريستوفر أتكينز، وتارا ريد، ودينا دي لورينتيس. يدور الفيلم حول فتاة جامعية أمريكية تدرس في أوروبا، تتعثر في جريمة قتل دبرتها خلية إرهابية، مما يعرض حياتها للخطر بصفتها الشاهدة الرئيسية. صدر الفيلم في 5 يناير 2021 بالولايات المتحدة على منصة برايم فيديو لشركة أمازون.

## طاقم التمثيل
- كريستوفر أتكينز: في دور إدوارد
- تارا ريد: في دور إليزابيث
- دينا دي لورينتيس: في دور هيذر
- زاك بيلادو: في دور أوليفر
- أوليفيا جوردان: في دور أستريد
- هيكتور اسكوديرو: في دور بيير
- براوليو كاستيلو هيجو: في دور القائد دياز
- ييتا جوتسمان: في دور بلانش
- جيفري هولسمان: في دور إريك هاو
- كولدو فومبيليدا: في دور تاديو
- ألكسندرا إتشافاري: في دور كارمن
- ري هيرنانديز: في دور فيرمين
- خوان دي فيجا: في دور عمر الصروعي
- ريكاردو الفاريز: في دور عبده الفارق
- جويل هيرنانديز: في دور رشيد
- إيدي فالديس: في دور الطبيب الشرعي
- غييرمو فالدون: في دور العقيد رينو
- كارمن دياز المدينة المنورة: قناة ماريا بولانوس أسبانيا
- بالاشتراك مع: أندريس دورادو - ماكس فيليب - أليدا أريزمندي - بولا جوهانسون - خوسيه فيليز - إيدي نويل - جاي هيكتور - روبرت إيسر - جايسون روجرز.[7]

## أحداث الفيلم
تقرر الفتاة الجامعية الشابة هيذر (دينا دي لورينتيس) القيام برحلة إلى أوروبا لتصفية ذهنها من وفاة والدها مؤخرًا، وتأمل أن تكتشف المرحلة التالية من حياتها في هذه الرحلة، بعد وقت قصير من وصولها إلى باريس، تصادف ثلاثة من الشباب، من الصندوق الاستئماني الباريسي، يتذوقون الحياة الليلية في المدينة البرية. يجتذب الثلاثي بيير (هيكتور اسكوديرو)، وأوليفييه (زاك بيلادو)، وأستريد (أوليفيا جوردان) بسرعة هيذر بسحرهم وعطشهم للحياة، ليطلقوا مغامرتها الأوروبية. كانت ليلة هيذر الأولى مليئة بالمرح؛ إن رؤية مشهد الملهى الليلي تحت الأرض الذي تقدمه باريس يجعلها تحزم رأيها سريعًا، حتى أنها تسمح لنفسها بتقبيل بيير، وربما تبدأ قصة حب جديدة. تتوجه المجموعة، في وقت لاحق من ذلك المساء، إلى شقة أوليفييه الفاخرة، في ضواحي باريس. تسمع المجموعة ضجة، ويقرر بيير التحقيق ليعثر على جندي مشاة يعمل مع مجموعة إرهابية محلية تعمل في المنطقة. يرى بيير القنابل محلية الصنع والخرائط وأجهزة الكمبيوتر، ولم يكن لديه فرصة للتراجع، وسرعان ما قُتل بيير على يد الإرهابي، كما تدخل هيذر لتشهد الحدث الدموي. تحارب هيذر من أجل حياتها، وتهرب، مستخدمة كل ما يلزم للابتعاد عن هذا القاتل، وأثناء الشجار تنجح هيذر في طعن الإرهابي بطريقة ما، بما يكفي لقتله. تصبح حياتهم في خطر، وتقرر هيذر وأوليفييه وأستريد أن يهربوا ويختبئوا، مستخدمين كل ذرة من المهارة والذكاء للبقاء على قيد الحياة وهم يحاولون يائسين إيصال هذه المعلومات إلى الأشخاص المناسبين. يتم وضع إدوارد ريمنجتون، الناشط البريطاني البارز الذي يعمل لدى الإنتربول، في القضية بسرعة. يحدث سباق مع الزمن حول من يصل إلى الثلاثي قبل الآخر؟ يسافر الثلاثة إلى إسبانيا للوصول إلى شخص مزور للحصول على ثلاثة جوازات للسفر، ويدرك ريمنجتون ذلك، وأيضا الجماعة الارهابية. تدور المطاردة تلو الأخرى حتى نصل إلى نهاية الطريق، بعد سقوط الكثير من القتلى، لينجو الشباب الثلاثة.

## استقبال الفيلم
كتب شيخار أغراوال على موقع كيجيتال مافيا توكيز: "الفيلم عبارة عن جريمة، وتشويق يتمحور حول إرهابيي تفجيرات لندن عام 2005 ... لم يبذل المخرج جيسوس ديل سيرو الكثير من الجهد في تنظيم أي مشهد لا يُنسى. كثير من المشاهد عارضة وجافة. اتجاهه غير واعد يؤدي إلى مزيد من الدراما الرتيبة. ومع ذلك، أحببت نهاية الفيلم. إنه يعطي عدالة شعرية لشخصيته البارزة،

## روابط خارجية
- جاذبية باريس على موقع IMDb (الإنجليزية)
- جاذبية باريس على موقع روتن توميتوز (الإنجليزية)
- جاذبية باريس على موقع قاعدة بيانات الفيلم (الإنجليزية)